# Escape from Fort Bravo
Escape from Fort Bravo (br: A fera do Forte Bravo / pt: Fuga do Forte Bravo) é um filme estadunidense de 1953, do gênero western.

## Sinopse
Em 1863, Forte Bravo é um retirado posto militar do Exército da União durante a Guerra Civil. A situação é tensa devido ao grande número de prisioneiros confederados que ali estão confinados, sempre buscando chances de fugir e se rebelar. E de inúmeros Apaches que atacam todos que encontram no caminho do Forte.
O Capitão Roper usa de todos os meios para controlar os prisioneiros e afastar os índios, agindo com energia e as vezes com violência. Quando chega uma misteriosa mulher, conhecida do Coronel Owens (o comandante do Forte), ele se apaixona por ela e tem a chance de mostrar seu lado cavalheiresco. Mas a mulher faz parte de um plano de fuga dos confederados: graças a ela o Capitão Marsh e mais três soldados escapam com ela do Forte. O Capitão Roper vai atrás e os recaptura. Na volta com o grupo, Roper se vê cercado pelos índios selvagens, que parecem que só ficarão satisfeitos quando todos os brancos estiverem mortos.

## Elenco principal
- William Holden…Capitão Roper
- Eleanor Parker…Carla Forester
- John Forsythe…Capitão John Marsh
- William Demarest…Campbell
- William Campbell…Cabot Young
- Polly Bergen…Alice Owens
- Richard Anderson…Tenente Beecher
- Carl Benton Reid…Coronel Owens
- John Lupton…Bailey